# 山鼻川

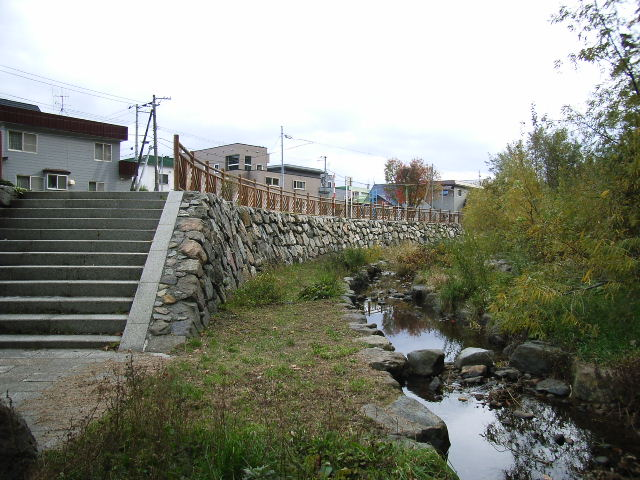
山鼻川緑地親水ゾーン（2004年）

山鼻川（やまはながわ、やまはなかわ）は、北海道札幌市南区の藻岩山東側を流れる石狩川水系豊平川支流の小さな河川である。下流より1.5kmの区間は、札幌市が管理する一級河川となっている。

## 地理
北海道札幌市南区にある藻岩山の南東の谷、南区藻岩下を南東へ流れる。平地に出てからは向きを北に転じて、藻岩山の山裾をなぞるように流れる。山塊の東の端で山から分かれて北東に向かい、豊平川に合流する。
上流の谷ではコンクリートで護岸され、ところどころ地下の暗渠を流れる。山裾からは山鼻川緑地親水ゾーンとなり、平地部分で広い河川敷と緑地が確保されている。この途中、南区南32条で豊平川から藻岩山を通した水を利用する藻岩発電所からの排水をあわせる。合流点には豊平川緑地のウォーターガーデンがある。

## 自然
2013年に下流部でカワシンジュガイの生息が確認された。

## 橋梁
- 上流部にいくつかの橋
- 藻岩下橋
- 藻岩かつら橋
- ふれあい橋
- 山鼻一号橋、あるいは山鼻川一号橋
- 山鼻川橋 - 国道230号
- 中南ふれあい橋（ちゅうなんふれあいばし） - 福住桑園通。
- 山鼻自転車橋
- 山鼻橋 - 豊平川通、真駒内篠路線。
- わんぱく翔橋（わんぱくかけはし）